# Gambiansk solekorre
Gambiansk solekorre (Heliosciurus gambianus) är en däggdjursart som först beskrevs av Ogilby 1835.  Heliosciurus gambianus ingår i släktet solekorrar och familjen ekorrar. IUCN kategoriserar arten globalt som livskraftig.
Denna solekorre förekommer i två stora populationer: Dels i Sahelzonen i Afrika från Senegal till västra Eritrea, dels söder om Kongoflodens slättland från Angola till västra Tanzania. Arten når i bergstrakter 2 000 meter över havet. Habitaten utgörs främst av glesa savannskogar och dessutom hittas djuret i andra savanntyper, fuktig skog samt brukad mark som oljepalmodlingar. Individerna är dagaktiva och uppehåller sig vanligen kring trädkronorna.

## Taxonomi
Catalogue of Life och Wilson & Reeder (2005) skiljer mellan 16 underarter.
- Heliosciurus gambianus gambianus (Ogilby, 1835)
- Heliosciurus gambianus abassensis (Neumann, 1902)
- Heliosciurus gambianus bongensis (Heuglin, 1877)
- Heliosciurus gambianus canaster Thomas and Hinton, 1923
- Heliosciurus gambianus dysoni (St. Leger, 1937)
- Heliosciurus gambianus elegans Thomas, 1909
- Heliosciurus gambianus hoogstraali Setzer, 1954
- Heliosciurus gambianus kaffensis (Neumann, 1902)
- Heliosciurus gambianus lateris (Thomas, 1909)
- Heliosciurus gambianus limbatus Schwarz, 1915
- Heliosciurus gambianus loandicus Thomas, 1923
- Heliosciurus gambianus madogae (Heller, 1911)
- Heliosciurus gambianus multicolor (Rüppell, 1835)
- Heliosciurus gambianus omensis (Thomas, 1904)
- Heliosciurus gambianus rhodesiae (Wroughton, 1907)
- Heliosciurus gambianus senescens Thomas, 1909

Tidigare har även Heliosciurus gambianus emissus, Heliosciurus gambianus punctatus och Heliosciurus gambianus savannius räknats som underarter, men de förs numera till arterna Heliosciurus rufobrachium (H. r. emissus), Heliosciurus punctatus respektive Heliosciurus punctatus savannius.

## Beskrivning
Arten är en slank ekorre med ett litet huvud, stora ögon och rundade öron. Kroppslängden varierar mellan 15 och 21 cm, och vikten mellan 250 och 340 g. Arten får vanligen sägas vara mörkare tecknad än de flesta andra solekorrar. Ovansidan är oftast gråaktig, gråbrun eller honungsfärgad. Svartspräckliga individer förekommer också. Längs kroppsidan från huvudet till svansen går det en svart linje med breda, honungsfärgade kanter. Svansspetsen är svart, och resten av svansen har ringar i gulbrunt och svart. Strupe, bröst och undersida är vita. Färgteckningen skiljer sig kraftigt åt mellan underarterna:
 H. gambianus senescens har mycket distinkta ränder på svansen, eftersom de ljusa delarna är myckrt ljusa, nästan beige i färgen.
H. gambianus bongesis lever även den i fuktigare klimat och påminner om föregående underart. Den skiljer sig emellertid genom att hjässa, nacke och främre delen av ryggsidan är mera rödaktiga. Även lårens insidor och svansbasen är rödaktiga.
H. gambianus limbatus lever främst i trädsamlingar på flodbankar. Svansens mönster är vagt, och kroppens sidor har inblandade vita hår, som gör färgen ljusare.
H. gambianus canaster är ljusare än de flesta underarter; den har dessutom en del skärt under svansen.

## Ekologi
Den gambianska solekorren förekommer framför allt i trädbevuxen savann, men kan även påträffas i fuktig, glesbevuxen skog och i odlingsområden, som oljepalmsplanteringar. I bergen kan den gå upp till 2 000 m. Arten är dagaktiv, och håller främst till i trädkronorna, även om den kan söka näring även på lägre nivåer. Den är en skicklig klättrare, som med lätthet kan hoppa mellan trädgrenarna. På marken rör den sig med små hopp.

### Föda och predation
Arten är i hög grad en allätare, vars föda omfattar frukter, frön, akaciornas fruktskidor, insekter, ägg, unga fåglar och reptiler som ödlor, inte minst geckoödlor. Vid behov skall även smådäggdjur kunna dödas som byte.
De vuxna djuren utgör själva föda för genetter och leopardmårdar. Ungarna kan även falla offer för råttor, ormar och vandrarmyror.

### Fortplantning
Litet är känt om djurets fortplantning. Man vet emellertid att en annan art från samma släkte, Heliosciurus rufobrachium, ofta påträffats i par, även om man inte säkert vet ifall dessa var stabila parningspar. Det har ändå antagits att (även) denna art är monogam. I Västafrika har djuret två parningssäsonger, juli till september och november till januari. Kullstorleken tros vara relativt liten, en till fem ungar. Ungarna föds outvecklade, och tas därför hand om honan. Hanens roll vad gäller omvårdnaden av ungarna är osäker.

## Utbredning
Denna solekorre förekommer i två stora populationer: Dels i Sahelzonen söder om Sahara, från Senegal och Gambia österut genom Västafrika till Kamerun, via södra Tchad och Centralafrikanska republiken till södra Sudan, Etiopien, Eritrea, Uganda och nordvästra Kenya. Dels i en fristående, sydlig population söder om Kongoflodens slättland från centrala Angola och Zambia till södra Kongo-Kinshasa och sydvästra Tanzania.